# Атанас Стоянов
Атанас Стоянов е български художник и скулптор, един от представители на съвременната българска живопис, скулптура, плакет и декоративно монументално и интериорно изкуство. Живее и работи в Бургас.

## Биография
Атанас Стоянов е роден на 19 юли 1969 година в град Камено, до Бургас.
През 1988 година завършва средно образование със специалност „Скулптура“ в Техникума по каменообработване в село Кунино, Врачанско. През 1995 година завършва висшето си образование, специалност „Скулптура“ във факултет по изобразителни изкуства на ВТУ ”Св. св. Кирил и Методий” във Велико Търново. Член е на Дружеството на бургаските художниците в чиято дейност участва активно. От края на 1990-те е преподавател по скулптура в СОУ ”Св. св. Кирил и Методий” в град Бургас.

## Изложби и проекти
Стоянов рисува доста експресивно и от натура и използва повече знака и символи. 
Самостоятелни изложби
- галерия „Хемус“, 1999 г.
- галерия „Буларт“, 2000 г.
- галерия „Бургас“, 2002 г.

Други
Участва в много общи изложби в София, Пловдив, Бургас и Варна, както и в международни изложби в Брюксел, Белгия и Маниса в Турция. През 2008 и 2009 година участва във Фестивала на Пясъчните Фигури в морската градина в Бургас
През 2010 година участва в проекта "Иновативно занаятчийство” ("Инхенд”, на английски "Innovative Handicraft” / "InHand”)  През същата година изработва грамота и плакет на Св. Николай Чудотворец за наградата „Художник на годината“, с която община Бургас отличава художници за тяхното творчество. 
През последните години има няколко проекта със скулптура Любомир Коцев и художника Добрин Вътев.